# Jan-Carl Raspe

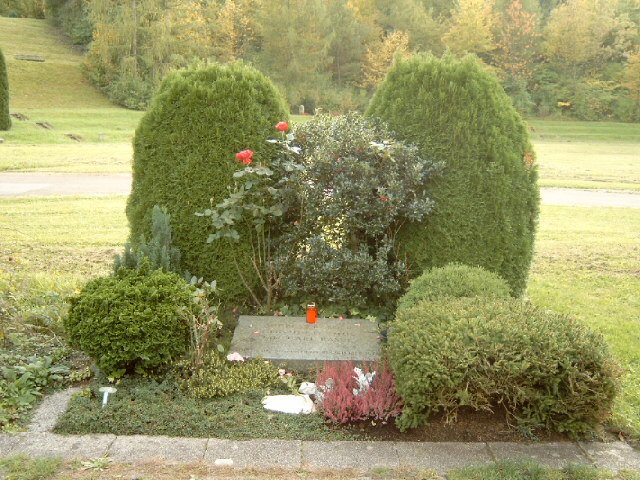
Tumba de Jan Carl Raspe, Andreas Baader y Gudrun Ensslin.

Jan-Carl Raspe (Seefeld in Tirol, 24 de julio de 1944 - Stuttgart, 18 de octubre de 1977) fue un miembro de la banda revolucionaria alemana Fracción del Ejército Rojo.

## Juventud
Raspe es descrito como una persona gentil, pero de difícil comunicación con los demás. Su padre declaró posteriormente que Jan Carl no soportaba la violencia. A pesar de vivir en Alemania Oriental, se encontraba en Berlín Occidental cuando el muro de Berlín fue erigido en 1961, y permaneció ahí viviendo con sus tíos. Raspe cofundó la Kommune II en 1967 y se unió a la Fracción del Ejército rojo, conocida también como «Banda Baader-Meinhof», en 1970. Una vez le dijo a su compañera de grupo Beate Sturm que se había unido a la RAF porque quería superar su dificultad de relacionarse y tener contacto con otra gente más allá de su familia.

## Miembro de la banda Baader-Meinhof
El 1 de junio de 1972, Raspe junto a Andreas Baader y Holger Meins habían ido a chequear un depósito clandestino de explosivos en un garaje en Fráncfort del Meno. Raspe había ido como chofer de un Porsche y apenas llegaron al garaje, la policía empezó a rodearlos. Meins y Baader habían entrado al garaje y fueron rodeados pero Raspe, que permanecía al lado del carro, disparó varias veces y trató de escapar de la policía, sin poder lograrlo: fue capturado y arrestado en un jardín cercano. Meins y Baader fueron arrestado de inmediato.
Raspe fue juzgado el 28 de abril de 1977 y sentenciado a cadena perpetua. El 18 de octubre de 1977, Raspe fue encontrado con una herida de bala, en su celda de la prisión de Stammheim, en Stuttgart. Falleció brevemente después de haber ingresado a un hospital. Sus camaradas y amigos de la RAF Baader y Gudrun Ensslin, fueron encontrados muertos en sus celdas esa misma mañana. Irmgard Möller fue encontrada en su celda, herida después de haberse supuestamente herido cuatro veces con un cuchillo de cocina, en el pecho y haber sobrevivido. A pesar de todas las preguntas oficiales, el asunto concluyó con que Baader, Raspe y Ensslin se habían suicidado. Sin embargo, algunos smpatizantes e Irmgard Möller insisten en que las muertes fueron ejecuciones extrajudiciales.
Su nombre fue expresamente mencionado como digno de agradecimiento y respeto en la declaración final de disolución de la Fracción del Ejército Rojo, datada en marzo de 1998 y recibida por varias agencias de prensa el 20 de abril de 1998.